# Adaptations de The Legend of Zelda en jeu de société

Les adaptations de The Legend of Zelda en jeu de société regroupent plusieurs jeux de société, inspirés ou adaptés de la franchise vidéoludique The Legend of Zelda, selon des concepts inventés ou adaptés de jeux existant, et commercialisés par différents éditeurs.

## The Hyrule Fantasy
The Hyrule Fantasy est un jeu de société reprenant l'univers Zelda publié par Bandai en 1986 au Japon. Le plateau reprend la carte de l'overworld du premier jeu de la série, The Legend of Zelda, et les quatre joueurs gèrent leur inventaire grâce à quatre petits plateaux annexes. Le jeu se déroule en utilisant des cartes et un dé spécial, alors que les joueurs utilisent des figurines en plastique à l'effigie de Link,.

## The Legend of Zelda
The Legend of Zelda est un jeu de société au concept original adapté de la franchise Zelda, publié en 1988 par Milton Bradley en Amérique du Nord. Le plateau de jeu est constitué de six cases dont certaines représentent le désert, la forêt, et d'autres des salles s'apparentant à celle d'un des donjons du premier jeu de la franchise, The Legend of Zelda, dans lesquelles le joueur doit faire traverser Link afin de sauver la princesse Zelda. Le jeu utilise un système de dés et de cartes à jouer.

## Zelda no Densetsu: Kamigami no Triforce
Zelda no Densetsu: Kamigami no Triforce (The Legend of Zelda: Triforce of Gods) est un jeu de société au concept original adapté de la franchise Zelda, publié par Bandai en 1992 au Japon.

## The Legend of Zelda Monopoly
En septembre 2014, le jeu The Legend of Zelda Monopoly, une adaptation du standard du jeu de société Monopoly à la franchise Zelda, est publié dans le monde par USAopoly. Le jeu parait en plusieurs langue, notamment en anglais ou français, et en plusieurs versions, notamment en version Collector, ou une version avec des contenus spécifiques pour le magasin GameStop,,,. Chaque lieu est issu de la franchise, ainsi que les pions, tous les éléments du jeu, portant également sur  différents jeux de la franchise, comme Ocarina of Time, The Wind Waker, Twilight Princess ou encore Skyward Sword. Par exemple, « caisse de communauté » est appelé « coffres aux trésors » ou la case « Chance » devient « Bouteille vide ».
Pour rappel, le concept du Monopoly consiste à ruiner ses concurrents par des opérations immobilières. Le plateau est divisé en cases sur lesquelles les joueurs déplacent leur pion grâce à des dés. Chacune de ces cases correspond à un terrain, un lieu, qui doit être acheté par les joueurs. Quand un joueur tombe sur un terrain adverse, il doit payer un certain loyer au propriétaire du lieu. Ces paiements répétitifs affaiblissent financièrement certains joueurs jusqu'à la faillite, qui sont obligés de revendre leurs propriétés aux autres participants, jusqu'à qu'il ne reste plus qu'un seul joueur, gagnant de la partie.
Par ailleurs, quelques éléments de la franchise Zelda sont inclus dans les deux adaptations Nintendo Monopoly publiées en 2006 par USAopoly, regroupant de nombreuses franchises phares de la marque,.

## The Legend of Zelda Yahtzee
The Legend of Zelda Yahtzee, une adaptation du standard du jeu de société Yahtzee à la franchise Zelda, est commercialisé en Amérique du Nord en 2015 par USAopoly. Cette adaptation reprend le gameplay de dés classique de ce jeu, consistant à enchaîner les combinaisons à l'aide de cinq dés pour remporter un maximum de points, avec une règle spéficique à la franchise et cette version. Le gobelet est en forme de coffre au trésor, typique de la franchise.

## The Legend of Zelda Chess Set
The Legend of Zelda Chess Set est un jeu d'échecs adapté de la franchise Zelda commercialisé en 2017 par USAopoly. Les pièces du jeu sont à l'effigie de personnages principaux de la franchise, principalement inspirés du jeu Ocarina of Time,.
Pour rappel, le jeu d'échecs oppose deux joueurs de part et d’autre d'un tablier appelé échiquier composé de soixante-quatre cases claires et sombres nommées les cases blanches et les cases noires. Les joueurs jouent à tour de rôle en déplaçant l'une de leurs seize pièces (ou deux pièces en cas de roque), claires pour le camp des blancs, sombres pour le camp des noirs. Chaque joueur possède au départ un roi, une dame, deux tours, deux fous, deux cavaliers et huit pions. Le but du jeu est d'infliger à son adversaire un échec et mat, une situation dans laquelle le roi d'un joueur est en prise sans qu'il soit possible d'y remédier.

## Clue The Legend of Zelda
Clue The Legend of Zelda, une adaptation du standard du jeu de société Cluedo à la franchise Zelda, est commercialisée en Amérique du Nord en juin 2017 par USAopoly. Le jeu consiste à trouver, grâce à des indices, la Triforce volée par Ganon, les joueurs ayant pour but de découvrir qui a le pouvoir de le vaincre, quel objet est nécessaire pour cela et où a-t-il établi sa cachette. La plateau représente des lieux typiques de la franchise et propose des cartes de personnages issus de la série.

## The Legend of Zelda Uno
The Legend of Zelda Uno est un jeu de société, une adaptation du jeu Uno à la franchise Zelda, est publié en Amérique du Nord en février 2018 par Mattel. Le jeu reprend le concept classique de ce jeu de cartes, avec quelques petites spécificités liées à la franchise, comme les cartes 3 et 6 à l'effigie de la Triforce obligeant à un gameplay particulier. Les cartes sont à l'effigie de la franchise, inspirées de jeux comme Ocarina of Time, Breath of the Wild ou Skyward Sword.
Pour rappel, le Uno est basé sur le 8 américain avec quelques règles supplémentaires et se joue avec un jeu de cartes spécifique. Le joueur ne peut poser sur le tas qu'une carte du même chiffre ou de même couleur que celle de dessus (ou une carte spéciale) et s'il ne peut pas, il pioche une carte supplémentaire. Le premier joueur à n'avoir plus de carte en main gagne la partie.